# Altanius
Altanius — рід вимерлих приматів, що існували на початку еоцену в Монголії. Хоча його філогенетичні відносини сумнівні, багато хто з них відносить його до примітивних Omomyidae або як члена якоїсь сестринської групи Adapidae і Omomyidae. Рід представлений одним видом, Altanius orlovi.

## Морфологія
Багато скам'янілих решток Altanius, представлені окремими фрагментами зубів. Тим не менш, велика кількість зразків, зібраних з періоду відкриття виду Dashzeveg and McKenna's у 1977 і до сьогодні, дали повний зубний ряд.
Визначення характеристик стоматологічних роду включають невеликі, високо, trigonids, переднього басейну — нижніх молярів, премолярів і високий. Це пов'язано з omomyoid групи в її неконденсованій щелепі, зниження paraconids на нижніх молярів, і в цілому коротше молярів. Ці риси є занадто численними, щоб було легко розроблена паралельна еволюція. В 4 таксонів в премолярів, подвійні корені другого премоляра і нередуцірованних собак і останньому корінному зубі , зуби Altanius занадто примітивні, щоб бути omomyoids, що нагадує найкращі Carpolestidae, група Plesiadapiformes. Прорізування зубів також не відрізняються від примітивних adapoids Donrusselia і Cantius. Тим не менш, висока мова Каспію і короткі talonids, басейн на дальньому кінці нижніх молярів, риси, теж виведені для цього зразка, щоб бути примітивним предком omomyoid .

## Філогенія
Знайдено в 1977 році, цей рід був одним з перших викопних еоценових приматів яких знайшли в Азії і вказує, що ранні примати випромінювань не були представлені в Північній Америці і Європі. Altanius, з сумішшю зубних рис, якихось неймовірно примітивних, деякі дуже схожі на інші omomyoids, а деякі вузькоспеціалізовані. Швидше за все, він є членом груп сестр, яка відгалужується або безпосередньо перед або відразу після omomyoid / adapoid розколу, хоча є багато інших інтерпретацій.